# San Pedro de Rozados
San Pedro de Rozados es un municipio y localidad española de la provincia de Salamanca, en la comunidad autónoma de Castilla y León. Se integra dentro de la comarca del Campo de Salamanca (Campo Charro). Pertenece al partido judicial de Salamanca.
Su término municipal está formado por las localidades de Aldealgordo de Abajo, Aldealgordo de Arriba, Bernoy, Carrascal del Asno, Cemprón, Continos, Esteban Isidro, Rozados, San Pedro de Rozados, Terrubias, Tordelalosa, Tornadizos, Torre de Juan Vázquez, Torre de Nueva Banca y Torrecilla de San Benito, además de por los despoblados de Barcial, Beconuño, Cequeña, Gueribáñez y Valmucina, ocupa una superficie total de 102,19 km² y según los datos demográficos recogidos por el INE en el año 2017, cuenta con una población de 311 habitantes.

## Geografía
El pueblo está emplazado sobre un pequeño cerro en el cual se encuentran unas pintorescas casas unidas unas a otras.

## Historia

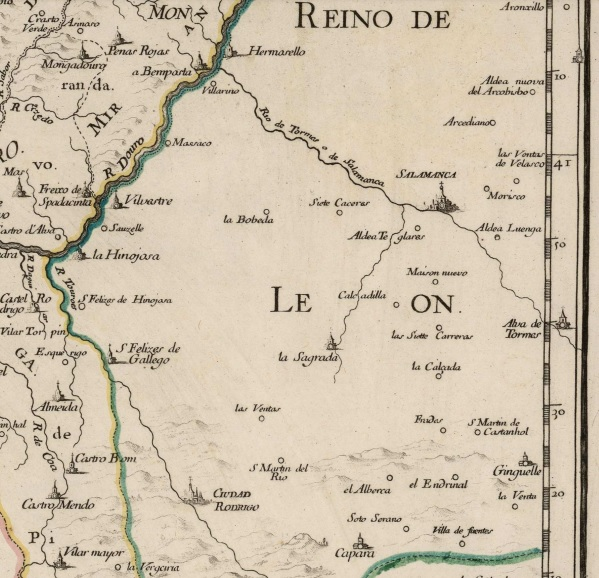
Mapa del año 1666 en el que aparecen las Siete Carreras de San Pedro de Rozados.

Algunas de las primeras muestras de poblamiento humano en el municipio están directamente relacionadas con la Vía de la Plata romana, sobre la cual apareció una inscripción en el entorno de las Siete Carreras, narrando la reparación que se acometió en parte de esta vía en época de Nerón.
En todo caso, la fundación de San Pedro de Rozados como localidad se remonta a la repoblación efectuada por los reyes de León en la Edad Media, quedando integrado en el cuarto de Peña del Rey de la jurisdicción de Salamanca, dentro del Reino de León, denominándose entonces Sant Pedro de Roçados. En cuanto a las pedanías del municipio en el siglo XIII existían las siguientes: En el Cuarto de Peña del Rey: Aldea del Gordo (Aldeagordo), Bernoy, Carrascal (Carrascal del Asno), Cemprun (Cemprón), Estevan Esudo (Esteban Isidro), Torruvias (Terrubias), Torre de Iohan Sesgade (Torre de Juan Vázquez), Tornadizos. En el cuarto de Baños: Gondinos (Continos), Obter la Losa (Tordelalosa), Cequenna (Cequeda). Con la creación de las actuales provincias en 1833, San Pedro de Rozados quedó encuadrado en la provincia de Salamanca, dentro de la Región Leonesa.

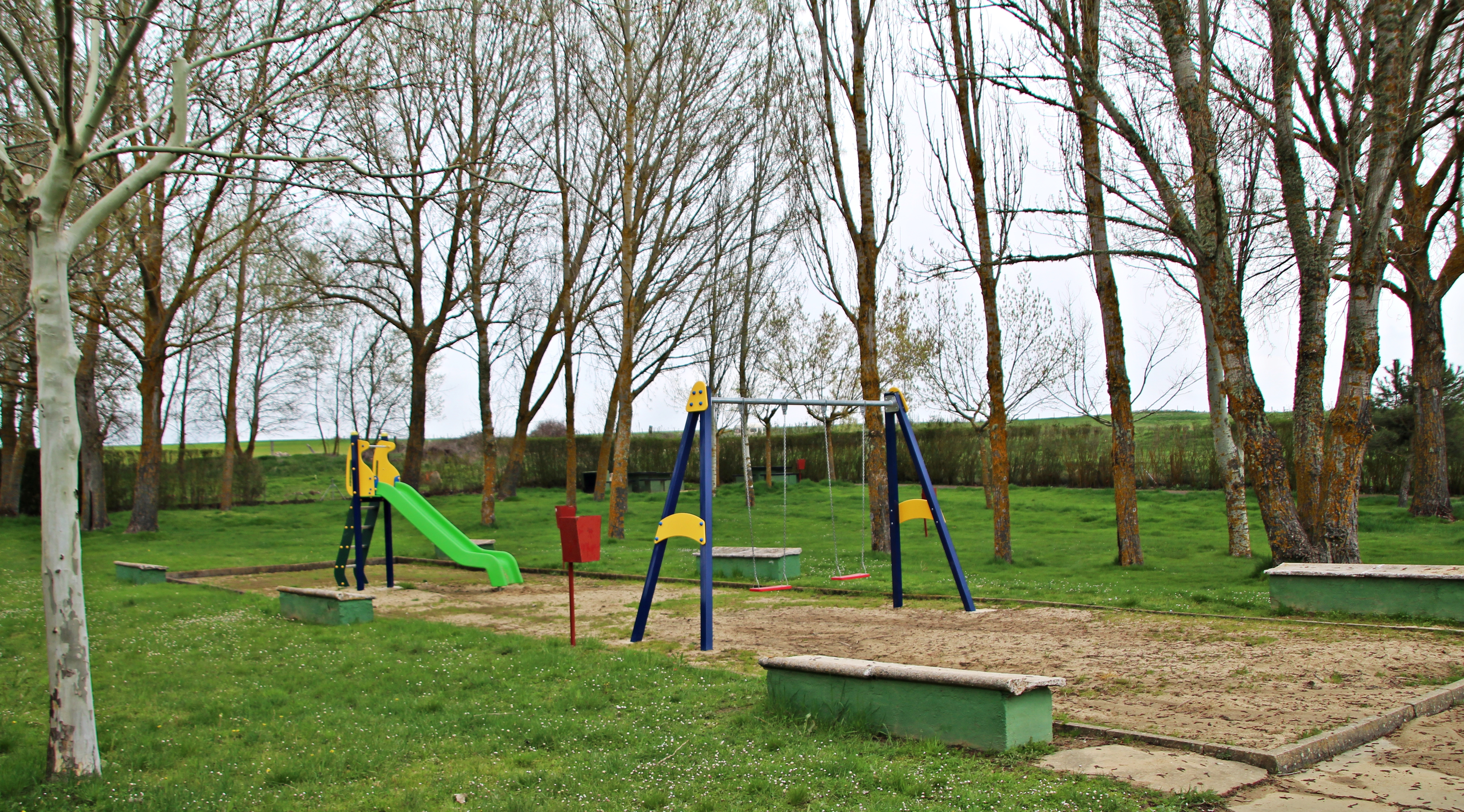
Parque municipal.

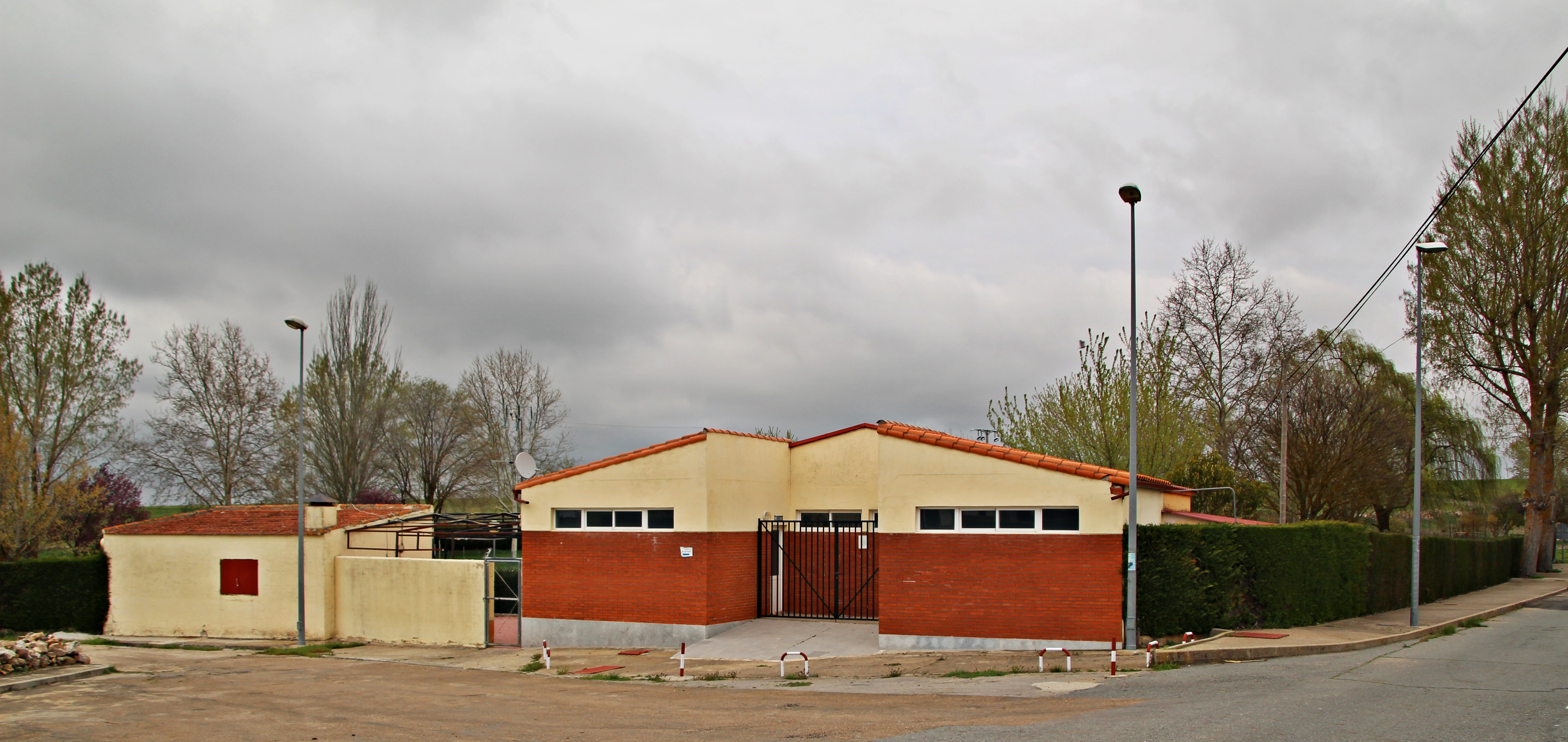
Piscinas municipales.

## Demografía
Cuenta con una población de 269 habitantes (INE 2024).
| Gráfica de evolución demográfica de San Pedro de Rozados entre 1842 y 2021 |
| |
| Población de derecho según los censos de población del INE Población de hecho según los censos de población del INEEn este censo se denominaba San Pedro Rosados: 1842 En estos censos se denominaba San Pedro Rozados: 1857 y 1860 |

## Núcleos de población
El municipio se divide en varios núcleos de población, que poseían la siguiente población en 2019 según el INE.
| Núcleo de población      | Población |
| ------------------------ | --------- |
| Aldealgordo de Abajo     | 3         |
| Aldealgordo de Arriba    | 5         |
| Barcial                  | 0         |
| Barcialejo               | 2         |
| Beconuño                 | 0         |
| Bernoy                   | 2         |
| Carrascal del Asno       | 3         |
| Cemprón                  | 1         |
| Cequeña                  | 0         |
| Continos                 | 0         |
| Esteban Isidro           | 4         |
| Gueribáñez               | 0         |
| Rozados                  | 0         |
| San Pedro de Rozados     | 244       |
| Terrubias                | 0         |
| Tordelalosa              | 2         |
| Tornadizos               | 12        |
| Torre de Juan Vázquez    | 8         |
| Torre de Nueva Banca     | 0         |
| Torrecilla de San Benito | 5         |
| Valmucina                | 0         |

## Economía
Cuenta con piscina, polideportivo, pista de tenis, campo de fútbol y dos parques, además de una cerrajería, una panadería, un hostal y un bar, el bar Bora Bora.

## Patrimonio
- Iglesia parroquial de San Pedro, con su característica espadaña con doble fila de arcos.

## Fiestas
- San Blas (3 de febrero).
- Corpus.
- Fiestas de verano o del emigrante.

## Administración y política
| Partido político                         | 2019  | 2019  | 2019       | 2015  | 2015  | 2015       | 2011  | 2011  | 2011       | 2007  | 2007  | 2007       | 2003  | 2003  | 2003       |
| Partido político                         | %     | Votos | Concejales | %     | Votos | Concejales | %     | Votos | Concejales | %     | Votos | Concejales | %     | Votos | Concejales |
| Partido Popular (PP)                     | 53,08 | 112   | 4          | 50,50 | 102   | 4          | 62,16 | 138   | 5          | 59,68 | 148   | 5          | 58,17 | 153   | 4          |
| Partido Socialista Obrero Español (PSOE) | 35,55 | 75    | 3          | 27,23 | 55    | 2          | 33,33 | 74    | 2          | 27,82 | 69    | 2          | 41,83 | 110   | 3          |
| Ciudadanos (Cs)                          | 5,21  | 11    | 0          | —     | —     | —          | —     | —     | —          | —     | —     | —          | —     | —     | —          |
| Movimiento Progresista (MP)              | 4,27  | 9     | 0          | —     | —     | —          | —     | —     | —          | —     | —     | —          | —     | —     | —          |
| San Pedro por el Cambio (SPC)            | —     | —     | —          | 20,3  | 41    | 1          | —     | —     | —          | —     | —     | —          | —     | —     | —          |
| Coalición SI por Salamanca (SI)          | —     | —     | —          | —     | —     | —          | 1,8   | 4     | 0          | —     | —     | —          | —     | —     | —          |
| Izquierda Unida (IU-CyL)                 | —     | —     | —          | —     | —     | —          | —     | —     | —          | 2,82  | 7     | 0          | —     | —     | —          |
| Unión del Pueblo Salmantino (UPSa)       | —     | —     | —          | —     | —     | —          | —     | —     | —          | 7,66  | 19    | 0          | —     | —     | —          |